# Arsene Lupin (film fra 1917)
 For alternative betydninger, se Arsène Lupin. (Se også artikler, som begynder med Arsène Lupin)
Arsene Lupin er en amerikansk stumfilm fra 1917 af Paul Scardon.

## Medvirkende
- Earle Williams som Arsene Lupin
- Brinsley Shaw som Guerchard
- Henry Leone som Guernay-Martin
- Bernard Siegel som Charolais
- Gordon Gray som Anastase